# Kansas City (Missouri)
|  | Denne artikel omhandler byen. For byområdet se Kansas City. |
 For alternative betydninger, se Kansas City (flertydig). (Se også artikler, som begynder med Kansas City)
Kansas City er den største by i den amerikanske delstat Missouri.

## Museer og teatre
- Negro Leagues Baseball Museum
- Kansas City Museum
- Worlds of Fun
- Nelson-Atkins Museum of Art
- Thomas Hart Benton Studio State Historic Site
- Kemper Museum of Contemporary Art
- Arabia Steamboat Museum
- Airline History Museum
- American Royal Museum
- Midland Theatre
- Harris-Kearney House Museum
- American Jazz Museum

## Sportshold
NFL - Amerikansk fodbold
- Kansas City Chiefs

MLB - Baseball
- Kansas City Royals

MLS - Fodbold
- Sporting Kansas City